# Bodyguard (film, 1948)
Pour les articles homonymes, voir Bodyguard (homonymie).
Pour plus de détails, voir Fiche technique et Distribution.
Bodyguard est un film américain réalisé par Richard Fleischer, sorti en 1948.

## Synopsis
Mis à pied par ses supérieurs après avoir frappé son chef, un policier est amené à devenir le garde du corps de la richissime madame Dysen. Accusé du meurtre d'un autre policier, il doit à présent résoudre l'énigme Dysen au plus vite pour être à même de prouver son innocence.

## Fiche technique
- Titre : Bodyguard
- Réalisation : Richard Fleischer
- Scénario : George W. George, Robert Altman, Fred Niblo Jr. et Harry Essex
- Photographie : Robert De Grasse
- Musique : Paul Sawtell
- Pays d'origine : États-Unis
- Date de sortie : 1948

## Distribution
- Lawrence Tierney : Mike Carter
- Priscilla Lane : Doris Brewster
- Phillip Reed : Freddie Dysen
- June Clayworth : Connie Fenton
- Elisabeth Risdon : Gene Dysen
- Steve Brodie : Fenton
- Frank Fenton : Lieutenant Borden

Acteurs non crédités :
- Erville Alderson : Adam Stone
- Claire Carleton : Zinnia
- Ben Frommer : Joe Torres
- Pepe Hern : Pachuco
- Lucien Prival : le majordome Peter
- Charles Wagenheim : Dr Briller